# Кал (митологија)
Кал према Паусанији или Тал према Диодору, Аполодору и још неким ауторима је у грчкој митологији био син Дедалове сестре Пердике, кога је Дедал обучавао. Међутим, испоставило се да је ученик био талентованији од учитеља, па га је Дедал убио. Његово име је можда било и Киркин или Тантал. Овидије га је називао Пердик, али је то чешће било име његовог оца.

## Митологија
Већ док му је било дванаест година, превазишао је у занату свог учитеља. Њему се приписује да је открио тестеру и то тако што је пронашао змијину виличну кост и приметио да се њоме може исећи штап на два дела. Дедал је овај проналазак приписао себи. Међутим, момак је пронашао и грнчарски точак и шестар, што му је донело славу у Атини. То је изазвало Дедалову љубомору и он га је позвао да се заједно попну на кров храма у Акропољу, наводно како би му нешто показао. Искористио је прилику и гурнуо младића преко ограде. Извори наводе да га Дедал не би убио због љубоморе, иако ју је осећао, већ зато што је сумњао да Кал има односе са својом мајком. Након убиства, Дедал се одмах спустио у подножје храма и стрпао младићев леш у врећу. Знатижељним пролазницима је објаснио да у врећи има мртву змију, коју је покупио како то закон налаже, што није била потпуна лаж, јер је младић био Ерехтеид. Открили су га када су се на врећи појавиле крваве мрље и Археопаг га је казнио прогонством или је Дедал сам побегао како би избегао суђење. Кала (Тала) су сахранили тамо где је пао, а његов дух је излетео из вреће у виду јаребице. Његова мајка Пердика (или Поликаста), када је чула ове вести, обесила се, а суграђани су јој подигли светилиште недалеко од Акропоља. У Атини су и Кала (или Тала) славили као хероја.

## Тумачење
Понекад се Хефест описује као Херин и Талов син, а Тал као Дедалов млади сестрић. Дедал је био млађи члан куће Ерехтеја, која је основана много после Хефестовог рођења. Овакве
хронолошке противречности су правило у митологији. Дедалово име значи „паметан“ или „вешто урађен“, Талово „страдалник“, а Хефестово „онај који сија дању“, и према сличности својих атрибута указују на закључак да су ово само различита имена исте митске личности. Сличности постоје и у миту; Хефест је био ожењен Афродитом, којој су посвећене јаребице. Талова мајка се звала Пердика, што значи „јаребица“. Душа ковача Тала одлетела је као јаребица. Потом, Хефест је бачен са Олимпа, а Тал са Акропоља. Хефест је храмао при ходу, а једно од Талових имена било је Тантал, што значи „посртати“ или „храмати“. Мужјак јаребица у својој љубавној игри поскакује држећи једну ногу подигнуту и спремну да удари супарника. У оргијама пролећне равнодевице на источном Средоземљу се игром подражавало управо овакво понашање ове птице. Сличне аналогије Роберт Гревс је пронашао и са римским богом Вулканом.